# 大橋駅 (平安南道)
大橋駅（テギョえき）は朝鮮民主主義人民共和国平安南道安州市にある、朝鮮民主主義人民共和国鉄道省平義線の駅である。1938年7月16日に開業した。

## 隣の駅
朝鮮民主主義人民共和国鉄道省
平義線
文徳駅 - 大橋駅 - 新安州青年駅